# Vela als Jocs Olímpics d'estiu de 1920 - 10 metres
La regata de vaixells de 10 metres va ser una de les proves de vela que es van disputar al camp de regates d'Oostende durant els Jocs Olímpics d'Anvers de 1920. Es van disputar dues modalitats, 1907 i 1919 rating, amb la participació de dos vaixells amb un total de catorze participants procedents d'una nacionalitat. La competició es va disputar entre el 7 i el 9 de juliol de 1920.

## Medallistes
| Classe                  | Or | Plata         | Bronze        |
| 10 metres (1907 rating) | Noruega · EledaErik Herseth · Sigurd Holter · Ingar Nielsen · Ole Sørensen · Petter Jamvold · Gunnar Jamvold · Claus Juell              | No es concedí | No es concedí |
| 10 metres (1919 rating) | Noruega · Mosk IICharles Arentz · Willy Gilbert · Robert Giertsen · Arne Sejersted · Halfdan Schjøtt · Trygve Schjøtt · Otto Falkenberg | No es concedí | No es concedí |

## Resultats finals

### 10 metres (1907 rating)
| Posició | Tripulació                                                                                      | Iot             | Regata I | Regata I | Regata II | Regata II | Final |
| Posició | Tripulació                                                                                      | Iot             | Pos.     | Punts    | Pos.      | Punts     | Pos.  |
| ------- | ----------------------------------------------------------------------------------------------- | --------------- | -------- | -------- | --------- | --------- | ----- |
| 1       | Erik Herseth Sigurd Holter Gunnar Jamvold Petter Jamvold Claus Juell Ingar Nielsen Ole Sørensen | Noruega · Eleda | 1        | 1        | 1         | 1         | 2     |

### 10 metres (1919 rating)
| Posició | Tripulació                                                                                                 | Iot               | Regata I | Regata I | Regata II | Regata II | Final |
| Posició | Tripulació                                                                                                 | Iot               | Pos.     | Punts    | Pos.      | Punts     | Pos.  |
| ------- | --- | ----------------- | -------- | -------- | --------- | --------- | ----- |
| 1       | Charles Arentz Robert Giertsen Willy Gilbert Arne Sejersted Halfdan Schjøtt Trygve Schjøtt Otto Falkenberg | Noruega · Mosk II | 1        | 1        | 1         | 1         | 2     |

- NF - no finalitza / NS - no surt